# Spilogona albifrons
Spilogona albifrons är en tvåvingeart som beskrevs av Malloch 1931. Spilogona albifrons ingår i släktet Spilogona och familjen husflugor. Inga underarter finns listade i Catalogue of Life.